# Bürserberg
Bürserberg é um município da Áustria, situado no distrito de Bludenz, na estado de Vorarlberg. Tem 13,73 km² de área e sua população em 2019 foi estimada em 549 habitantes.